# Benguela
Benguela este un oraș situat în partea de vest a Angolei, pe malul Oceanului Atlantic. Este reședința provinciei omonime. Port.